# Mereworth Castle
Mereworth Castle est une maison de campagne néo-palladienne classée Grade I à Mereworth, dans le Kent, en Angleterre.

## Histoire

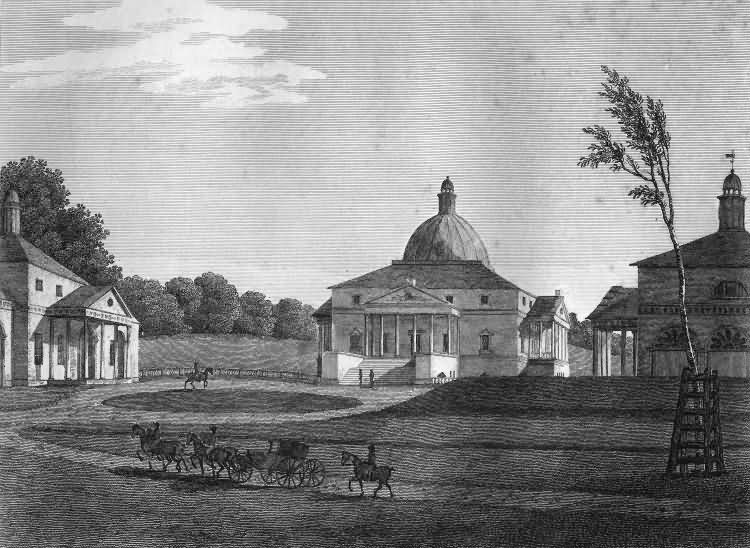
Mereworth par Paul Amsinck, gravé par Letitia Byrne, 1809.

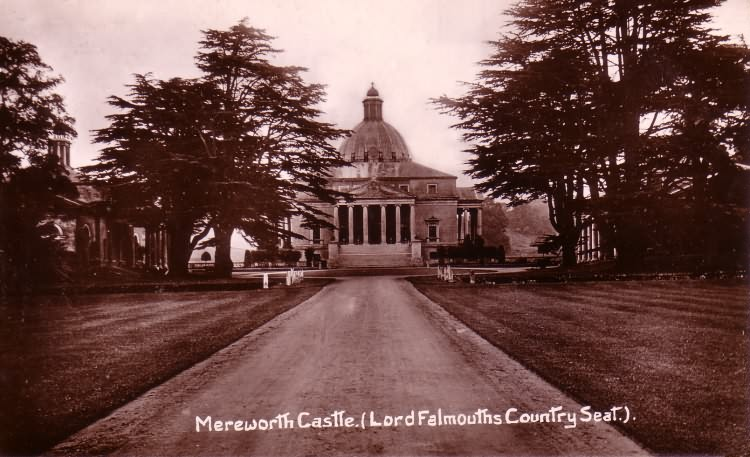
Mereworth Castle, une carte postale affranchie en 1911.

À l'origine le site d'un manoir fortifié avec permis de crénelage en 1332, le manoir de Mereworth devient la propriété de Francis Fane, 1er comte de Westmorland (1580-1629) (fils et héritier de Sir Thomas Fane (mort en 1589) de Badsell dans la paroisse de Tudeley dans le Kent), hérité de sa mère Mary Neville, suo jure baronne le Despenser (vers 1554–1626) fille unique et héritière d'Henry Nevill, 6e baron Bergavenny (décédé en 1587). Le bâtiment actuel n'est pas réellement un château, mais est construit dans les années 1720 par John Fane, 7e comte de Westmorland selon les plans de 1723, de l'architecte Colen Campbell, une copie presque exacte de la Villa Rotonda de Palladio près de Venise. L'intérieur présente des plâtres de Giovanni Bagutti et des fresques de Francesco Sleter. La maison est située dans un parc paysager et une vallée avec un certain nombre de pavillons et de pavillons environnants qui sont également classés Grade I.
La maison passe par héritage aux barons Oranmore et Browne dont elle devient le siège familial. Elle est vendue en 1930 et utilisée comme camp de prisonniers de guerre pendant la Seconde Guerre mondiale. Dans les années 1950 et 1960, il appartient à l'artiste Michael Lambert Tree (1921–1999), fils de Ronald Tree et héritier de la fortune de Marshall Field, et à sa femme, Lady Anne Cavendish, fille du 10e duc de Devonshire. Tree hérite de la maison de son oncle, Peter Beatty (en), décédé le 26 octobre 1949.
Le ruisseau Wateringbury traverse le parc du château. Il alimentait un moulin à foulon à l'extrémité est du parc du château,.
Mereworth Castle appartient à Mahdi Al-Tajir, l'ancien ambassadeur des Émirats arabes unis au Royaume-Uni et propriétaire de la société d'eau en bouteille Highland Spring qui l'a acheté en 1976 pour 1,2 million de dollars. Il n'est généralement pas accessible au public, mais est ouvert en de rares occasions pour des visites guidées.

## Sources
- Stutchbury, Howard, L'architecture de Colin Campbell, Harvard University Press, 1967, 54–58. (ISBN 0-674-04400-2)
- Harris, John, Les Palladiens, Trefoil Publications Ltd, 1981, 66–67. (ISBN 0-86294-000-1)
- Country Life, XLVII, 808 876 912 ; XCV, 242; CIV,728 ; CXVI, 209